# Serica nigromaculosa
Serica nigromaculosa är en skalbaggsart som beskrevs av Leon Fairmaire 1891. Serica nigromaculosa ingår i släktet Serica och familjen Melolonthidae. Inga underarter finns listade i Catalogue of Life.